# Comuna Bohdanivka, Prîazovske
Bohdanivka (în ucraineană Богданівка) este o comună în raionul Prîazovske, regiunea Zaporijjea, Ucraina, formată din satele Bohdanivka (reședința) și Stepanivka Druha.

## Demografie
Componența lingvistică a comunei Bohdanivka
     Bulgară (71,46%)
     Rusă (18,07%)
     Ucraineană (6,67%)
     Alte limbi (0,94%)
Conform recensământului din 2001, majoritatea populației comunei Bohdanivka era vorbitoare de bulgară (71,46%), existând în minoritate și vorbitori de rusă (18,07%) și ucraineană (6,67%).